# Enseignement supérieur au Canada
Pour un article plus général, voir Études supérieures.
 (juin 2023).
Si vous disposez d'ouvrages ou d'articles de référence ou si vous connaissez des sites web de qualité traitant du thème abordé ici, merci de compléter l'article en donnant les références utiles à sa vérifiabilité et en les liant à la section « Notes et références ».
Au Canada, l'éducation est de juridiction provinciale, ce qui a pour effet que l'enseignement primaire et l'enseignement secondaire diffèrent énormément d'une province à l'autre. Cependant, les études supérieures et les grades universitaires sont assez uniformes à travers le pays, sauf au Québec, qui comporte des collèges, une étape obligatoire avant l'université.

## Droits de scolarité universitaire au Canada
| Province          | Frais annuels ($ CAN) | Province                | Frais annuels ($ CAN) |
| ----------------- | --------------------- | ----------------------- | --------------------- |
| Ontario           | 6 640                 | Île-du-Prince-Édouard   | 5 258                 |
| Nouveau-Brunswick | 5 853                 | Colombie-Britannique    | 4 852                 |
| Nouvelle-Écosse   | 5 731                 | Manitoba                | 3 645                 |
| Alberta           | 5 662                 | Terre-Neuve-et-Labrador | 2 649                 |
| Saskatchewan      | 5 601                 | Québec                  | 2 519                 |

## Au Québec
Contrairement aux autres provinces où les études primaires et secondaires s'étendent sur 12 niveaux, au Québec les élèves reçoivent leur diplôme d'études secondaires (DES) après 11 niveaux (6 au primaire et 5 au secondaire). Au secondaire, les élèves peuvent suivre la voie professionnelle (DEP) vers le marché du travail, ou continuer leurs études vers le collégial. Au Québec une personne est dite éduquée si elle a un DES : ce diplôme assure soit une ouverture dans le marché de l'emploi, ou bien l'avancement au collégial.

### Le collégial
Unique au Québec, l'enseignement collégial consiste en deux ou trois années d'études qui débouchent, dans les deux cas, sur l'obtention du diplôme d'études collégiales (DEC). L'étudiant doit choisir une des deux options suivantes  lors de son entrée au collégial :
- Formation préuniversitaire, d'une durée habituelle de 2 ans, qui prépare l'étudiant à son entrée à l'université à l'aide de cours d'apprentissage général.  Plusieurs programmes sont offerts, entre autres :
  - Sciences humaines
  - Sciences de la nature
  - Arts et lettres
  - Double-DEC
- Formation technique, d'une durée habituelle de 3 ans, qui permet aux étudiants d'acquérir des connaissances plus spécifiques et pratiques concernant un métier. Certains cours, tels les cours de littérature, de philosophie, d'anglais, ou encore d'éducation physique, sont obligatoires à l'obtention du diplôme d'études collégiales (DEC). La formation technique permet aux étudiants d'intégrer le marché du travail ou de poursuivre des études universitaires.

### L'université
Le système universitaire québécois est composé de nombreuses universités, dont le réseau public de l'Université du Québec.  Il comprend trois principaux niveaux d'études:
- Premier cycle (baccalauréat)
- Deuxième cycle (maîtrise)
- Troisième cycle (doctorat)

Puisque l'accès à l'université québécoise nécessite un minimum de 13 ans de scolarité, contrairement à 12 ans dans le reste du Canada, les études universitaires de niveau baccalauréat sont généralement d'une durée de trois ans, soit une de moins qu'ailleurs au pays.

## En Alberta
Depuis sa création en 1905, le gouvernement de l'Alberta dirige les commissions scolaires publiques et religieuses, les universités, les collèges, les écoles techniques, les 'charter schools' (écoles alternatives), les écoles privées et les écoles à la maison.
La plus ancienne et plus importante université de l'Alberta est l'University of Alberta, située à Edmonton. L'Université de Calgary, autrefois affiliée à l'Université de l'Alberta, est devenue autonome en 1966 et est maintenant la 2e plus importante université de la province. L'Athabasca University est spécialisée dans la formation à distance. La quatrième université de la province est l'Université de Lethbridge. L'Université DeVry fait partie du secteur privé d'éducation post-secondaire.
Il existe 15 collèges et deux institutions techniques (Northern Alberta Institute of Technology et Southern Alberta Institute of Technology) financées par l'état.
Au cours des dernières années, l'augmentation des frais de scolarité post-secondaire a créé la controverse. En 2005, le premier ministre Ralph Klein a promis de geler les frais de scolarité et de chercher des solutions afin de réduire les coûts en enseignement. Jusqu'à ce jour, aucun projet de loi n'a été proposé à cet effet.

## En Colombie-Britannique
Vancouver, métropole de la Colombie-Britannique compte l'université de Colombie-Britannique (UBC) et, plus à l'est (dans Burnaby), l'Université Simon Fraser (d'Arthur Erickson). L'Institut de Technologie de Colombie Britannique (BCIT) et d'autres collèges plus petits, comme ceux de Capillano et Langara sont aussi dans la région de Vancouver.